# Thanh Hà, Thanh Ba
Thanh Hà là một xã thuộc huyện Thanh Ba, tỉnh Phú Thọ, Việt Nam.
Xã có diện tích 5,61 km², dân số năm 2003 là 3.779 người, mật độ dân số đạt 674 người/km².